# Boy Gobert
Boy Christian Klée Gobert (* 5. Juni 1925 in Hamburg; † 30. Mai 1986 in Wien) war ein deutsch-österreichischer Theaterintendant, Theaterregisseur, Theaterschauspieler und Filmschauspieler.

## Leben

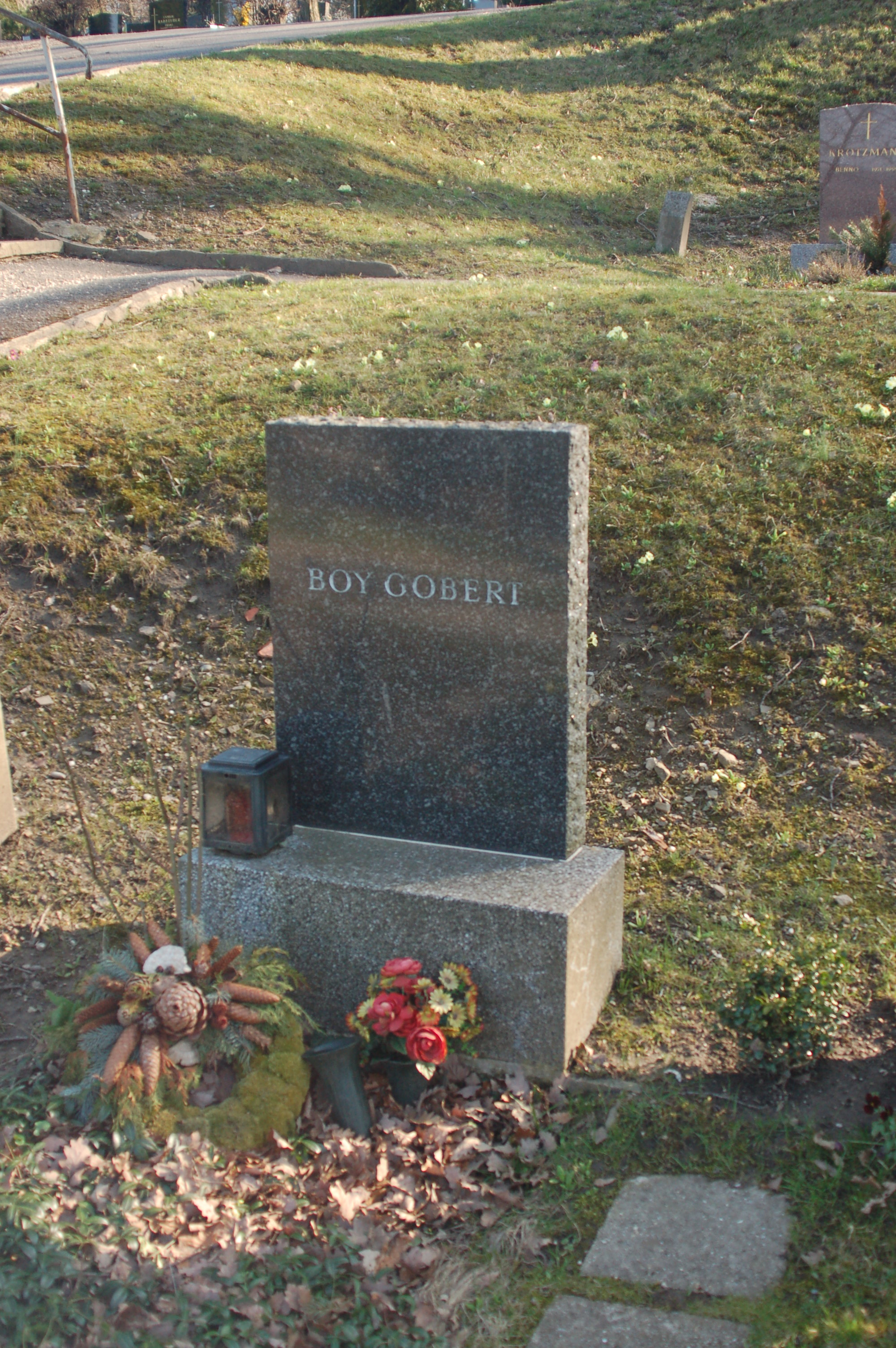
Grabmal von Boy Gobert auf dem Friedhof in Neustift am Walde, Wien-Döbling

Boy Gobert war der Sohn des Hamburger Kultursenators Ascan Klée Gobert und seiner ersten Ehefrau Maria Gräfin von Haller-Hallerstein. Nach dem Abitur nahm er von 1946 bis 1947 Schauspielunterricht bei Helmuth Gmelin. An dessen Theater im Zimmer debütierte er 1947 als Oswald in Gespenster. Er spielte bereits als Anfänger 1946/47 am Deutschen Schauspielhaus in Hamburg, dann als jugendlicher Bonvivant und Liebhaber am Badischen Staatstheater Karlsruhe (1947 bis 1950), am Fritz Rémond Theater in Frankfurt am Main (1950 bis 1952), an den Städtischen Bühnen Frankfurt (1953/54), an der Komödie im Marquardt in Stuttgart (1954), am Renaissance-Theater in Berlin (1954), an den Münchner Kammerspielen (1954), wieder am Deutschen Schauspielhaus in Hamburg (1954/55) und von 1956 bis 1959 am Schauspielhaus Zürich, am Bayerischen Staatsschauspiel und wieder am Berliner Renaissance-Theater.
1954 gelangte er auch zum Film, wo er vor allem auf das Rollenfach von Dandys, Snobs und Bonvivants festgelegt war. „In über 50 Filmen der Nierentischzeit juxte Gobert dann näselnd, blasiert, durch das Land des Lächelns“, schrieb Der Spiegel im Nachruf auf Gobert 1986. Lediglich in den französischsprachigen Produktionen Wer sind Sie, Dr. Sorge? (1961) und Le repas des fauves (1964) erhielt Gobert in Nebenrollen etwas anspruchsvollere Aufgaben.
Ab 1959 war Gobert Mitglied des Wiener Burgtheaters. Als Nachfolger von Kurt Raeck wurde er 1969 Intendant des Hamburger Thalia-Theaters, das er bis 1980 leitete. Dort gelang es ihm, auch sein eigenes Rollenspektrum zu erweitern und weiterzuentwickeln. Unter namhaften Regisseuren spielte er Rollen der Weltliteratur, darunter Shakespeares Richard III., Coriolan und Goethes Faust, aber auch moderne Klassiker wie Arthur Schnitzlers Anatol und Carl Sternheims Snob. Daneben widmete er sich als Regisseur und Darsteller dem angelsächsischen Gegenwartstheater mit Autoren wie Harold Pinter und Trevor Griffiths. Ein besonderes Interesse entwickelte er als Intendant und Regisseur außerdem für den „gehobenen Boulevard“ unter der Devise „Ein Optimum an Kunst und Kasse“.
Im Jahr 1980 wechselte er als Generalintendant an die Staatlichen Schauspielbühnen Berlin. Trotz vereinzelter künstlerischer Erfolge wie der Hans-Fallada-Revue Jeder stirbt für sich allein (Regie Peter Zadek) und Hans Neuenfels’ anspruchsvollen Inszenierungen von Goethes Iphigenie auf Tauris, Heinrich von Kleists Penthesilea, Robert Musils  Die Schwärmer und Jean Genets  Der Balkon gelang es Gobert insgesamt nicht, die an ihn gestellten hohen Erwartungen als Nachfolger Hans Lietzaus zu erfüllen. Sein Vertrag wurde über die Spielzeit 1984/85 hinaus nicht verlängert.
Auch die Abschlussproduktion von Schillers Wallenstein mit Gobert in der Titelrolle (Inszenierung Klaus Emmerich, dramaturgische Mitarbeit Heiner Müller) wurde verrissen. So schrieb Hellmuth Karasek: „Eine ziemliche Pleite, eine Beerdigung dritter Klasse. […] Ein Abschied vertan, verschwendet, vergeigt. Wenn etwas an diesen Abenden tragische Größe hätte haben können, dann Goberts böses Erwachen aus dem Gründgens-Traum.“
Danach sollte Gobert mit der Spielzeit 1986/87 am 1. September 1986 die Direktion des Wiener Theaters in der Josefstadt übernehmen. Dort war er bereits in den Proben von Edward Albees Wer hat Angst vor Virginia Woolf? mit Ingrid Andree, starb jedoch überraschend noch vor der Spielzeiteröffnung am 30. Mai 1986 an Herzversagen in seinem Haus in Wien Neustift am Walde – nur wenige Wochen vor dem als Chefdramaturg und Hausregisseur ebenfalls neu engagierten Ernst Wendt.
Goberts von der Stadt Wien ehrenhalber gewidmetes Grab befindet sich auf dem Neustifter Friedhof (Gruppe 22, Reihe 6, Nummer 1) im 18. Bezirk.

## Ehrungen und Auszeichnungen
Im Jahr 1961 wurde Gobert mit dem Deutschen Kritikerpreis ausgezeichnet. Durch den österreichischen Bundespräsidenten erhielt er 1971 den Titel eines Kammerschauspielers. Im Jahr 1973 verliehen ihm die Mitglieder der Hamburger Volksbühne den Ehrenpreis Silberne Maske. Im Jahr 1977 erhielt er für seine Verdienste das Silberne Blatt der Dramatiker Union und war 1980 Preisträger der Goldenen Kamera als Erzähler und Darsteller in Der gute Doktor. Der Hamburger Senat verlieh ihm 1980 die Medaille für Kunst und Wissenschaft.
Mit dem seit 1981 verliehenen Boy-Gobert-Preis für Nachwuchsschauspieler an Hamburger Bühnen, vergeben von der Körber-Stiftung und mit 10.000 Euro dotiert, wird Gobert auch noch postum geehrt.

## Diskografie
Von Boy Gobert Gesprochenes wurde als Single- und LP-Schallplatten veröffentlicht.
- 1961 (ca.): In Seligkeit und Sünden: Boy Gobert spricht Gedichte der Marie Madeleine.[8]
- 1962: Boy Gobert liest Amüsantes Amouröses.[9][10]
- 1965: Boy Gobert rezitiert/liest Wilhelm Busch/Max und Moritz. – mehrere Pressungen[11][12][13]
- (1965?): Boy Gobert liest Wilhelm Busch: Max und Moritz – Plisch und Plum.[14]
- 1966: Boy Gobert liest Heinrich Heine.[15]
- 1968: Die ganze Welt ist Bühne. – Szenen und Lieder aus verschiedenen Theaterstücken, mit Aglaja Schmid, Friedel Schuster, Heinz Trixner und Joachim Bißmeier.[16]

## Filmografie
- 1954: Ingeborg (Fernsehfilm)
- 1955: Die Dynastie hat Ausgang (Fernsehfilm)
- 1955: Die Toteninsel
- 1955: Ein Herz voll Musik
- 1955: Meine Kinder und ich
- 1956: Pulverschnee nach Übersee
- 1956: Der Mustergatte
- 1956: Uns gefällt die Welt
- 1956: K. u. K. Feldmarschall
- 1957: Mitternacht (Fernsehfilm)
- 1957: Viktor und Viktoria
- 1957: Tolle Nacht
- 1957: Dort in der Wachau
- 1957: Monpti
- 1957: Der kühne Schwimmer
- 1957: Junger Mann, der alles kann
- 1957: Wenn Frauen schwindeln
- 1957: Ein Stück vom Himmel
- 1958: Mein Sohn, der Herr Minister (Fernsehfilm)
- 1958: Schwarzwälder Kirsch
- 1958: Hoch klingt der Radetzkymarsch
- 1958: Peter Voss, der Millionendieb
- 1958: Majestät auf Abwegen
- 1958: Mylord weiß sich zu helfen (Fernsehfilm)
- 1959: Kabale und Liebe (Fernsehfilm)
- 1959: Hier bin ich – hier bleib ich
- 1959: Frau im besten Mannesalter
- 1959: Der Rest ist Schweigen
- 1959: Alle lieben Peter
- 1959: Die ideale Frau
- 1959: Der lustige Krieg des Hauptmann Pedro
- 1959: Paradies der Matrosen
- 1960: Ich heiße Robert Guiscard
- 1960: Frauen in Teufels Hand
- 1960: Pension Schöller
- 1960: Kriminaltango
- 1960: Auf Engel schießt man nicht
- 1961: Wer sind Sie, Dr. Sorge?
- 1961: Die Abenteuer des Grafen Bobby
- 1961: Urfaust (Fernsehfilm)
- 1961: Junge Leute brauchen Liebe
- 1961: Ländliche Werbung (Fernsehfilm)
- 1962: Die Fledermaus
- 1963: Charleys Tante (Fernsehfilm)
- 1964: Der Verschwender
- 1964: Heinrich VI (Fernsehfilm)
- 1964: Le repas des fauves
- 1966: Zeit der Kirschen (Fernsehfilm)
- 1967: Astoria (Fernsehfilm)
- 1967: Claire (Fernsehfilm)
- 1967: Abgründe (Fernsehfilm)
- 1967: So war Herr Brummell (Fernsehfilm)
- 1968: Der Tod des Handlungsreisenden (Fernsehfilm)
- 1968: Der Kaufmann von Venedig (Fernsehfilm)
- 1968: Lady Hamilton – Zwischen Schmach und Liebe
- 1968: Was Ihr wollt (Fernsehfilm)
- 1971: Der Kommissar (Fernsehserie, Folge 35): Lisa Bassenges Mörder
- 1973: Ein besserer Herr (Fernsehfilm)
- 1975: Turandot oder Der Kongreß der Weißwäscher (Fernsehfilm)
- 1975: Viel Lärmen um nichts (Fernsehfilm)
- 1976: Schatten der Engel
- 1978: Lady Windermeres Fächer (nur Regie) (Fernsehfilm)
- 1979: Onkel Wanja. Der gute Doktor (Fernsehspecial)
- 1982: Kriminalstunde (Fernsehserie)
- 1982: Kamikaze 1989
- 1983: Die wilden Fünfziger
- 1984: Der Botschafter (Fernsehfilm)
- 1985: Kopfüber (Fernsehfilm)
- 1986: Die Krimistunde (Fernsehserie, Folge 21, Episode: „Der Stern“)
- 1986: Kir Royal (Fernsehserie, eine Folge)